# منطقه مانوس
منطقه مانوس تنها منطقه استان مانوس واقع در کشور پاپوآ گینه نو می باشد. مرکز این منطقه لورنگائو است. جمعیت این منطقه طبق سرشماری سال ۲۰۰۰ میلادی ۴۳٬۵۸۹ نفر بوده است. این منطقه خود از ۱۲ فرمانداری محلی تشکیل می گردد که هر فرمانداری به منظور سهولت در امر آمارگیری خود به چند بخش تقسیم می شود.

## تقسیمات
این منطقه دارای ۱۲ فرمانداری محلی است که اسامی آن ها به شرح زیر است:
- فرمانداری محلی روستایی آئوآ-وووولو
- فرمانداری محلی روستایی بالوپا
- فرمانداری محلی روستایی بیسیکانی-سوپریبئو کابین
- فرمانداری محلی روستایی للمادیه-بوپی
- فرمانداری محلی شهری لورنگائو
- فرمانداری محلی روستایی لوس نگروس
- فرمانداری محلی روستایی نالی سوپات-پنابو
- فرمانداری محلی روستایی نیگوهرم
- فرمانداری محلی روستایی پوبوما
- فرمانداری محلی روستایی پوموتو-کورتی-آندرا
- فرمانداری محلی روستایی راپاتونا
- فرمانداری محلی روستایی تتیدو